# Всесвітній день соціальної справедливості
Всесвітній день соціальної справедливості (англ. World Day of Social Justice, ісп. Día Mundial de la Justicia Social, фр. Journée mondiale de la justice sociale) — міжнародний день, що відзначається ООН щороку 20 лютого, починаючи з 2009 року.
У цей день ООН «пропонує всім державам-членам присвятити цей спеціальний день проведенню на національному рівні конкретних заходів відповідно до мети та завдань Всесвітньої зустрічі на вищому рівні в інтересах соціального розвитку та XXIV спеціальної сесії Генеральної Асамблеї».

## Історія дня
Свято було встановлено Генеральною Асамблеєю ООН резолюцією № A/RES/62/10 від 18 грудня 2007 року.

## Привітання
|  | Соціальна справедливість є основоположним принципом мирного та благополучного існування, як безпосередньо в самих країнах, так і у відносинах між ними. ООН підтримує принципи соціальної справедливості, пропагуючи рівність серед жінок та чоловіків, або права корінних народів та мігрантів. Ми сприяємо забезпеченню соціальної справедливості, долаючи перешкоди, що виникли перед людьми через їх відмінності по статі, віку, расової, етнічної та релігійної приналежності, культури або наявності інвалідності. Для Організації Об’єднаних Націй прагнення соціальної справедливості для всіх лежить в самому центрі нашої глобальної місії зі сприяння розвитку та поваги людської гідності. Прийняття минулого року Міжнародною організацією праці Декларації про соціальну справедливість з метою справедливої глобалізації є лише одним із нещодавніх прикладів, що свідчать про відданість системи Організації Об’єднаних Націй до забезпечення соціальної справедливості. В Декларації робиться наголос на гарантії досягнення справедливих результатів для всіх шляхом забезпечення зайнятості, соціального захисту, соціального діалогу та основоположних принципів і прав на робочому місці. Як це не сумно, соціальна справедливість все ще залишається недосяжною мрією для величезної частини людства. Крайня бідність, голод, дискримінація та порушення прав людини досі завдають болючих ударів по моральності суспільства. Глобальна фінансова криза несе загрозу ще більшого посилення цих явищ. Цього року Всесвітній день соціальної справедливості, проголошений Генеральною Асамблеєю Організації Об’єднаних Націй в 2007 році відзначається вперше. Він відзначається з тим, щоб підкреслити важливість соціальної справедливості як етичного імперативу, котрий повинен направляти усю нашу роботу. Повідомлення Генерального Секретаря ООН Пана Гі-муна з приводу Всесвітього дня соціальної справедливості, 20 лютого 2008 р. |

## В Україні
4 листопада 2011 року Президент України Віктор Янукович своїм Указом № 1021/2011 установив в Україні 20 лютого День соціальної справедливості «З метою привернення уваги суспільства, органів державної влади, органів місцевого самоврядування, суб'єктів господарювання, громадських організацій до вирішення питань соціальної справедливості та необхідності спільної побудови в Україні суспільства соціальної справедливості та активного впровадження в життя політики і стратегії, спрямованих на її забезпечення».